# Emilio Álvarez Montalván
Pour les articles homonymes, voir Montalván.
Emilio Álvarez Montalván, né le 31 juillet 1919 et mort le 2 juillet 2014 à Managua au Nicaragua, est un homme politique et médecin nicaraguayen. 
Il est également ministre des Affaires étrangères de la république du Nicaragua durant la présidence de Arnoldo Alemán, de 1997 à 2002.

## Biographie
Emilio Álvarez Montalván est né à Managua le 31 juillet 1919. Titulaire du doctorat de médecine et chirurgie de l'Université du Chili en 1946, il poursuit ses études à l'Institut d'Ophtalmologie de Buenos Aires en 1949.
Il participe activement à la politique nicaraguayenne et est également un écrivain de renommée internationale. En 1949, il fonde l'UNAP (Union Nationale d'Action Populaire) avec Pedro Joaquín Chamorro Cardenal, Reinaldo Antonio Téfel, Rafael Córdova Rivas, Arturo Cruz et Ernesto Cardenal, alors seul parti d'opposition au dictateur Anastasio Somoza García. Il est incarcéré pendant la dictature de 1954 à 1955. En 1996, à 77 ans, il est nommé ministre des Affaires étrangères du Nicaragua.
Après son retrait de la fonction publique et la fin de sa carrière médicale, il continue d'influencer la sphère politique nationale par la rédaction d'articles et la participation à plusieurs conférences sur la culture politique au Nicaragua. Entre 2006 et 2007, il est récipiendaire d'un doctorat honoris causa, pour l'ensemble de ses recherches.

### Famille
Emilio Alvarez était marié à Carmen Guerra avec qui il a eu six enfants.

### Carrière
Docteur en ophtalmologie, il fonde la clinique ophtalmologique de l'hôpital Batiste pour les pauvres à Managua, en 1949 ainsi qu' « Ética y Transparencia » dont il devient le premier président. L'année suivante, il devient le chef des services d'ophtalmologie de l'hôpital « el Retiro », situé dans la même ville. En 1958, il est également le rédacteur en chef du magazine Medica.
En 1967, il accède au poste de vice-président national du Parti conservateur du Nicaragua. En 1968, il est directeur de l'école de formation politique de Managua. En 1981, il est consultant pour son parti, puis pré-candidat à la présidence de la République en 1990. Il poursuit son engagement en devenant président des Jeunesses Conservatrices (Juventud Conservadora). Il finit « président d'honneur perpétuel » du Parti conservateur du Nicaragua et occupe le poste de ministre des affaires étrangères du Nicaragua, de 1997 à 1998.
De 1968 à 1983 il est membre du comité de rédaction de La Prensa, journal dont il est chroniqueur en 1976. Il est également chroniqueur pour La Tribuna, autre journal de Managua, en 1994.
Il fonde et préside en 1990 l'ONG « Grupo Fundemos ».
En 1991, il est le représentant personnel du président Violeta Barrios de Chamorro pour négocier avec l'armée de la Résistance.
Membre distingué de l'Académie du Nicaragua pour la langue espagnole en 1996, il est également président de l'Académie d'histoire et de géographie l'année suivante.

## Distinctions et prix
Distingué de la médaille d'or de la société d'ophtalmologie de Nicaragua, ainsi que de l'ordre de Bernado O'Higgins en 1984, il est ensuite récompensé du Prix Académique français en 1985, du « Cruz del Sur » brésilien en 1997, de la grande croix de l'Ordre de José Dolores Estrada à Managua en 1998, du Prix de l'Institut San Martin argentin en 1998, de l'Ordre du trésor sacré japonais en 2003, du titre de Docteur de Science honoraire par le collège Thomas More en 2006 et le collège Ave Maria en 2007, et du titre de membre honoraire de l'Institut d'études pour la gouvernance et la démocratie en 2008.

## Publications
- El mensaje de los ojos, Managua, 1984
- Síntesis crítica del marxismo : tres conferencias, 1986
- Las fuerzas armadas en Nicaragua: Sinópsis histórica, 1821-1994, Managua, Nicaragua, 1994